# Lunca Banului
Lunca Banului é uma comuna romena localizada no distrito de Vaslui, na região de Moldávia. A comuna possui uma área de 83.09 km² e sua população era de 3959 habitantes segundo o censo de 2007.